# Phytoecia sareptana
Phytoecia sareptana là một loài bọ cánh cứng thuộc họ Xén tóc. Loài này được Ganglbauer mô tả năm 1888. Loài này có ở Trung Quốc và Viễn Đông Nga.